# Fred Barry

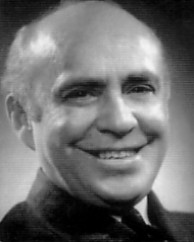
Fred Barry (1945)

Frédéric „Fred“ Barry (* 28. Oktober 1887 in Montreal; † 17. August 1964 ebenda) war ein kanadischer Schauspieler und Sänger.

## Werdegang
Barry trat bereits im Alter von zehn Jahren im Le Cercle Molière, einer Laienschauspielgruppe, auf. Professionell debütierte er 1914 am Théâtre Canadien-Français unter Leitung von Fernand Dhavrol. Ab 1916 leitete er die Imperial Theatre Company in Québec, mit der er französische Melodramen und Komödien aufführte. In den 1920er Jahren arbeitete er vorwiegend für den Rundfunk und wirkte an Revuen und Operettenaufführungen mit.
1929 gründete er mit Albert Duquesne die Troupe Barry-Duquesne, die ab 1930 im Cinéma Chanteclerc (Theatre Stella, heute Théâtre du Rideau Vert) residierte. Die Truppe, der unter der Leitung von Antoine Godeau Schauspieler wie Pierre Durand, Bella Ouellette, Gaston Dauriac, Jeanne Demons, Antoinette Giroux und Jacques Auger angehörten, brachte in der Saison jede Woche eine neue Produktion eines aktuell in Paris erfolgreichen Stückes auf die Bühne. Dennoch musste das Stella nach fünf Spielzeiten schließen.
Barry wurde von Gratien Gélinas als Darsteller und stellvertretender Direktor der Fridolinades engagiert, einer jährlichen Revue, die 1938 bis 1946 lief und zur Produktion des Films Tit Coq führte. Pierre Dagenais besetzte ihn in seiner Produktion L'Équipe (1943–48). 1959 drehte Claude Jutra einen Dokumentarfilm über ihn. Philippe Laframboise veröffentlichte bei Editions Logiques 1996 das Buch Fred Barry et la petite histoire du théâtre au Québec. Die Stadt Quebec benannte 1976 den Place Fred-Barry nach ihm.